# オストフルフト
オストフルフト（独: Ostflucht、「Ost=東」（からの）「Flucht=逃避」の意）は、ドイツ人が現金収入の機会を求めて、農業地帯が多いドイツ東部から工業化の進んだドイツ西部へ移住した社会現象を指す。オストフルヒトとも。

## 概説
現在ポーランド領で当時ドイツ領であった東プロイセン、西プロイセン、シレジア、ポーゼンの住民は、1850年頃から職を求めて工業化の進んだドイツ西部のライン地方やルール地方へ雪崩をうって移住し始めた。ドイツ人とともに、ポーランド人や、ドイツ人とスラヴ人の両方を先祖に持つ人々もルール地方に数多く移住した。これは、ドイツ統一が起こりドイツ帝国とその首都ベルリンが栄え、プロイセン王国とその首都だったケーニヒスベルクが衰退したことを象徴している。
同時期に、ロシア帝国の西部に住んでいたポーランド系住民がドイツ東部、特にこの地域で唯一経済的に発展していた上シレジア地方に移住したことで、社会的な不均衡が起こった。ドイツ人が西部に移住した後には、ポーランド系の人々が移住してきた。カトリック教徒であるポーランド系の人々は出生率が高く、この地のドイツ人民族主義者の間に将来への懸念を生じ、以下のような種々の法的な制限が設けられた。
- 不動産を売却する相手はドイツ人に制限。
- ドイツ西部のドイツ人がドイツ東部（プロイセン）へ移住することを奨励。
- このためにプロイセン政府の資金によって入植委員会 (Ansiedlungskommision) を設置し、ポーランド人から土地を買い上げドイツ人に払い下げる。
- ポーランド系の人々が農地を新規に購入した場合、そこに家を建てるためにはドイツ当局の許可を必要とする（実際はまず下りない）。

しかしこれらの政策によっても住民の移住は止まることがなかった。それどころか、「ドゥジマワのバン」のような反対運動が新聞で大々的に報道され、上記のようなポーランド人冷遇政策への批判がドイツ人の間でも全国的に巻き起こった。
オストフルフトでドイツ西部に移住したうち、ドイツ人以外ではポーランド人が多く、主に工業地帯であるルール地方に移住した。ルール地方に移ったポーランド人は定住したものだけでも50万人以上にも達するとみられ（短期の出稼ぎ労働者を除く）、初めは規制によりポーランド人のための特別な住宅地が割り当てられていたが、その後規制が徐々に廃止されていくのと呼応するように多くがドイツ社会に同化していった。現在でもルール地方ではポーランド系の姓を持つドイツ人が非常に多いが、多くはオストフルフトでこの地に移住したポーランド人を主に父方の先祖に持つ者で、文化的にも完全にドイツ人で日常的にドイツ語を話しており、ポーランド語やポーランドの民族文化を継承しているものはほとんどいない。
ロシア帝国西部の領域に住んでいたポーランド人がこの地に移住した例も少なくなく、彼らは「自分の先祖はロシアから来た」などと簡単に答える者が多いが、実はロシア帝国支配下のポーランド立憲王国から来たポーランド人である。